# Син Хон Ги
Син Хон Ги (кор. 신홍기; 4 мая 1968, Кимпхо, Республика Корея) — южнокорейский футболист, играл на позиции защитника.
Выступал за клубы «Ульсан Хёндэ» и «Сувон Самсунг Блюуингз», а также национальную сборную Южной Кореи.

## Клубная карьера
Родился 4 мая 1968 года в городе Кимпхо. Карьеру футболиста начал выступлениями за юношескую команду университета Ханьянг.
В профессиональном футболе дебютировал в 1991 году выступлениями за команду клуба «Ульсан Хёндэ», в котором провёл шесть сезонов, приняв участие в 167 матчах чемпионата. Большинство времени, проведённого в составе «Ульсан Хёндэ», был основным игроком защиты команды.
В состав клуба «Сувон Самсунг Блюуингз» присоединился в 1998 году, а в 2001 году принял решение о завершении профессиональной карьеры, успев отыграть за сувонскую команду 96 матчей в национальном чемпионате.

## Выступления за сборную
В 1992 году дебютировал в официальных матчах в составе национальной сборной Южной Кореи. Провел в форме главной команды страны 48 матчей, забив 3 гола.
В составе сборной был участником чемпионата мира 1994 года в США, а также кубка Азии по футболу 1996 года в ОАЭ.